# Monodontomerus obscurus
Monodontomerus obscurus is een vliesvleugelig insect uit de familie Torymidae. De wetenschappelijke naam is voor het eerst geldig gepubliceerd in 1833 door Westwood.